# Nintendogs
Nintendogs (ニンテンドッグス) es un videojuego para Nintendo DS desarrollado por Shigeru Miyamoto, cuyo objetivo es cuidar a un perro a lo largo de su vida. Un juego que deja en el pasado las mascotas virtuales como el Tamagotchi, evolucionando en términos de interacción entre el jugador y el personaje virtual, llegando a convertirse en un simulador.
Entre sus diversas opciones, está la de interactuar con los cachorros virtuales por medio de la pantalla táctil y el micrófono con los que cuenta el sistema de Nintendo.
Inicialmente estaba previsto que el nombre del videojuego fuese Puppy Times en Estados Unidos, pero finalmente los creadores se decidieron por dejar el nombre japonés Nintendogs, también para occidente.
Existen cinco versiones del juego, cada una de las cuales cuenta con seis razas diferentes (cinco en la versión japonesa).
En abril de 2004 llegaron las primeras tres a Japón, mientras que fue el 22 de agosto de 2005, a América. En Europa su salida tuvo lugar el 7 de octubre de 2005.

## Jugabilidad
El juego permite una gran interacción entre el jugador y la mascota gracias a las características únicas de Nintendo DS. Por medio de la pantalla táctil se puede acariciar, pasear, bañar o jugar con el perro. Además, haciendo uso de dicha pantalla y del micrófono (con reconocimiento de voz), se pueden crear comandos de voz para entrenar a la mascota y, así, hacer que realice trucos, aprenda su nombre,... En definitiva, para comunicarse y hablar con el cachorro por medio de la voz.
Este software utiliza el reloj interno del sistema, para darle realismo; de esta manera, los perros actuaran de acuerdo a la hora del día en que sea utilizado. También puedes adiestrarlo para que te haga caso como por ejemplo: puedes decirles que se siente, se tumbe y muchísimas cosas más.
El videojuego dispone también de opciones para conectar con otra consola (Modo Guau), de forma que las mascotas virtuales interactúen entre sí. Este modo deja la consola en estado de hibernación, creando un radio de acción dentro del cual se buscan personas que tengan una Nintendo DS con el juego Nintendogs.
El jugador puede llevar la consola en el bolso mientras pasea por la calle, y cuando el Modo Guau detecte a otro usuario de Nintendogs dentro de su radio de acción (30 metros, aproximadamente), un ladrido avisará y se iniciará, optativamente, una sesión de chat y la interacción entre las mascotas.
Otro importante aspecto del juego, son las competencias, que se dividen en:
- Obediencia
- Agilidad
- Atrapar el disco

El programa sólo deja inscribirse a tres competencias diarias. Al ganar en alguno de estos eventos, se le premia a la mascota con un trofeo, así como dinero, con el que el jugador puede comprar las cosas necesarias (comida, champú, agua...), adquirir más cachorros, o remodelar la casa.Cuidar y jugar con tu mascota también es importante porque si no juegas con ella en mucho tiempo puede escaparse de casa, aunque vuelve en unos días.
Cada concurso tiene diferentes niveles y cada uno más difícil.

## Razas disponibles
Conjuntamente, las cuatro versiones disponibles en América y Europa (Labrador & Friends, Dachshund & Friends, Chihuahua & Friends, Dálmata & Friends) cuentan con 18 razas.
En las versiones de Japón, hay una raza menos que en sus contrapartes americanas. 
En las cuatro ediciones se pueden tener todas las razas, ya sea, sacándolas por medio del sistema de puntuación del juego, o conectándose a través del Modo Guau con otra versión.
Existen dos razas secretas en las ediciones americana y europea, el dálmata y el Jack Russell Terrier, haciendo así un total de 20 perros diferentes. Para conseguir al dálmata fuera de su propia edición es necesario encontrar durante el paseo el accesorio "casco de bombero", Al Jack Russell se le desbloquea encontrando el libro de su mismo nombre, también durante un paseo.
| Labrador y Compañía  | Chihuahua y Compañía          | Teckel y Compañía | Dálmata y Compañía |
| Labrador Retriever   | Chihuahua                     | Teckel            | Dálmata            |
| Schnauzer Miniatura  | Pastor alemán                 | Golden Retriever  | Beagle             |
| Caniche Toy          | Bóxer                         | Beagle            | Yorkshire Terrier  |
| Pembroke Welsh Corgi | Cavalier King Charles Spaniel | Carlino           | Pastor Alemán      |
| Pinscher Miniatura   | Yorkshire Terrier             | Husky siberiano   | Golden Retriever   |
| Shiba Inu            | Pastor Shetland               | Shih Tzu          | Bóxer              |

| Lab and Friends      | Chihuahua and Friends         | Dachshund and Friends |
| Labrador Retriever   | Chihuahua                     | Dachshund Miniatura   |
| Schnauzer Miniatura  | Pastor Alemán                 | Golden Retriever      |
| Poodle               | Bóxer                         | Beagle                |
| Pembroke Welsh Corgi | Cavalier King Charles Spaniel | Carlino               |
| Pinscher Miniatura   | Yorkshire Terrier             | Husky siberiano       |
| Shiba Inu            | Pastor Shetland               | Shih Tzu              |

| Shiba and Friends    | Chihuahua and Friends         | Miniature Dachshund and Friends |
| Shiba                | Chihuahua                     | Dachshund Miniatura             |
| Pastor Shetland      | Beagle                        | Pastor Alemán                   |
| Poodle               | Shih Tzu                      | Yorkshire Terrier               |
| Pembroke Welsh Corgi | Cavalier King Charles Spaniel | Carlino                         |
| Pinscher Miniatura   | Labrador Retriever            | Schnauzer Miniatura             |

## Fenómeno social

### Ventas
Nintendogs se ha convertido en el videojuego con mayor número de ventas en tiempo récord hasta el momento[¿cuándo?] tanto en América como en Japón. Además es el juego de consola portátil que más rápido se ha vendido en los Estados Unidos, logrando en su primer día 1,82 de millones unidades, y alcanzando el 3 de octubre de 2005, sólo 5 días después de su salida a la venta, la cifra de 25 millones de unidades vendidas.
El éxito comercial del juego se ha repetido en Europa, donde 1,6 millones copias han sido adquiridas en sólo dos días (primer fin de semana). Estos hechos han conseguido aumentar, según Jim Merrick, director de marketing de Nintendo Europa, las ventas de Nintendo DS entre un 500% y un 800%, reforzando aún más su liderazgo en el mercado portátil.
Aunque su récord podría verse amenazado por el lanzamiento del nuevo Pokémon Blanco y Negro, calificado como uno de los mejores juegos para Nintendo DS y que vendió en una sola semana 9,5 millones de juegos por adelantado.

## Otras apariciones
Nintendogs aparece en otros juegos:
- En Super Smash Bros. Brawl, Super Smash Bros. para Nintendo 3DS y Wii U y Super Smash Bros. Ultimate, aparece como un asistente que tapa la pantalla del juego y no deja ver el escenario a ninguno de los jugadores.
- En Animal Crossing: Wild World, Goldie, una cachorra labrador, al regalarte una foto deja escrito que está enamorada del labrador de la portada de Nintendogs.
- En Animal Crossing: New Leaf, se pueden conseguir algunos objetos de Nintendogs, los cuales son estatuas de perros.
- En Super Mario Odyssey también tuvieron su aparición.